# Gundinci
Gmina Gundinci (chorw. Općina Gundinci) – wieś i gmina w Chorwacji, w żupanii brodzko-posawskiej. W 2011 roku liczyła 2027 mieszkańców.